# Кампо Вероника (Наволато)
Кампо Вероника (шп. Campo Verónica) насеље је у Мексику у савезној држави Синалоа у општини Наволато. Насеље се налази на надморској висини од 15 м.

## Становништво
Према подацима из 2010. године у насељу је живео 1 становник.

### Хронологија
| Година       | 2000         | 2005          | 2010 |
| ------------ | ------------ | ------------- | ---- |
| Становништво | 99 (49 / 50) | 150 (89 / 61) | 1    |

### Попис
| # | Индикатор                     | Вредност |
| - | ----------------------------- | -------- |
| 1 | Укупно домаћинстава           | 68       |
| 2 | Укупно насељених домаћинстава | 1        |
| 3 | Величина локације             | 1        |